# Konferencier

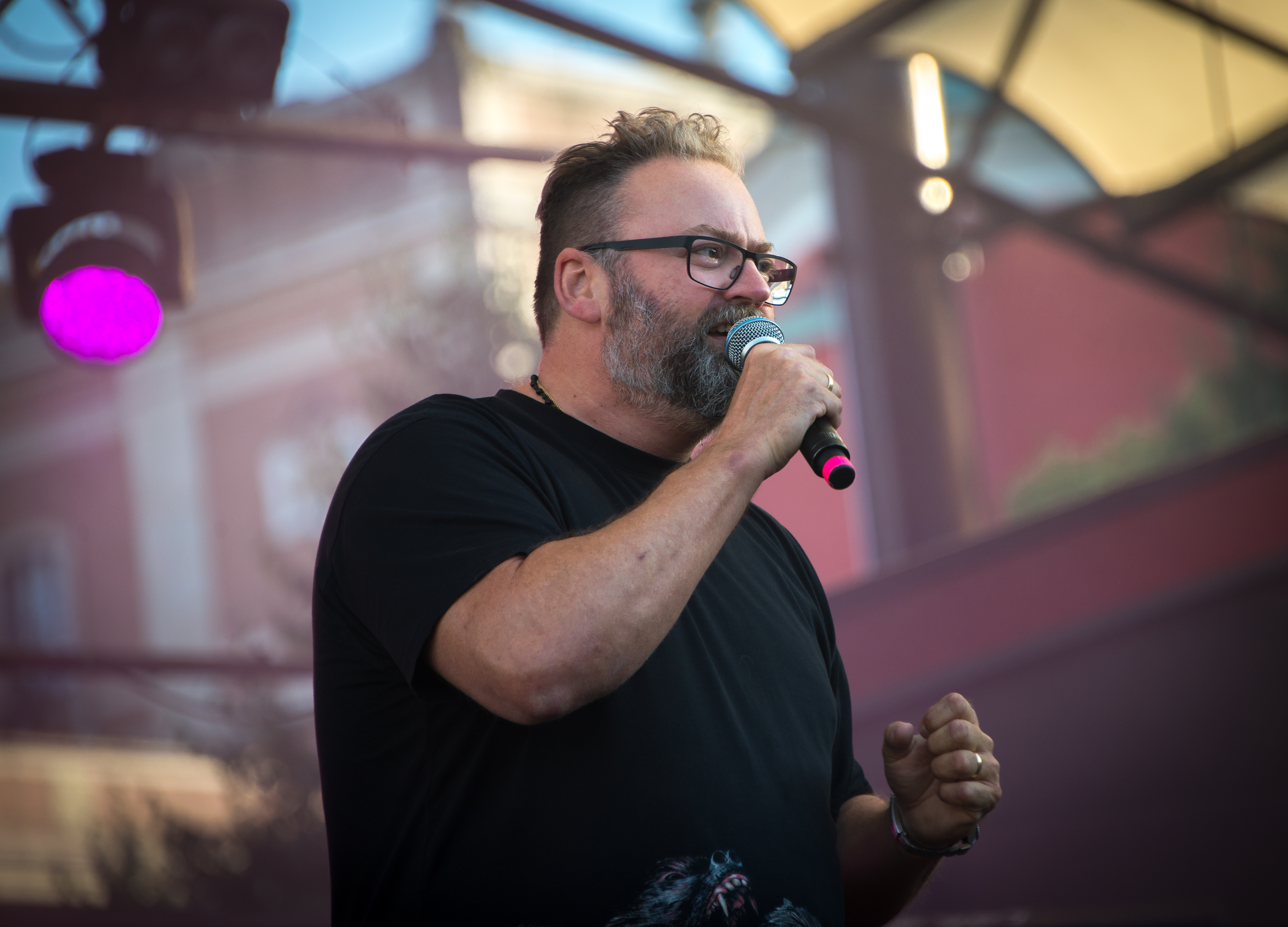
Adam Alsing som konferencier under Rix FM Festivalen 2016 i Kungsträdgården i Stockholm.

Konferencier eller konferencié, även konferenciär om kvinnlig konferencier, (franska: conférencier), är en talare som presenterar något för en publik, exempelvis ett scenframträdande eller en cirkusakt, och som sålunda kan föra handlingen i framträdandet framåt och/eller få publiken i rätt sinnesstämning. Själva ordet kommer från latinets conferre som betyder sammanföra. En konferencier blir därmed den som har uppdraget att sammanföra. Ibland används även uttrycket värd.
I sammanhang där talaren har en mindre synlig roll, exempelvis i sportsammanhang, på marknader och festivaler, används istället ordet speaker. Vid marknadsföring av produkter/tjänster talar man om demonstratör och det mindre vanliga demonstratris.
Den engelska benämningen är Master of ceremonies (MC).